# August Ludwig Schoultz von Ascheraden

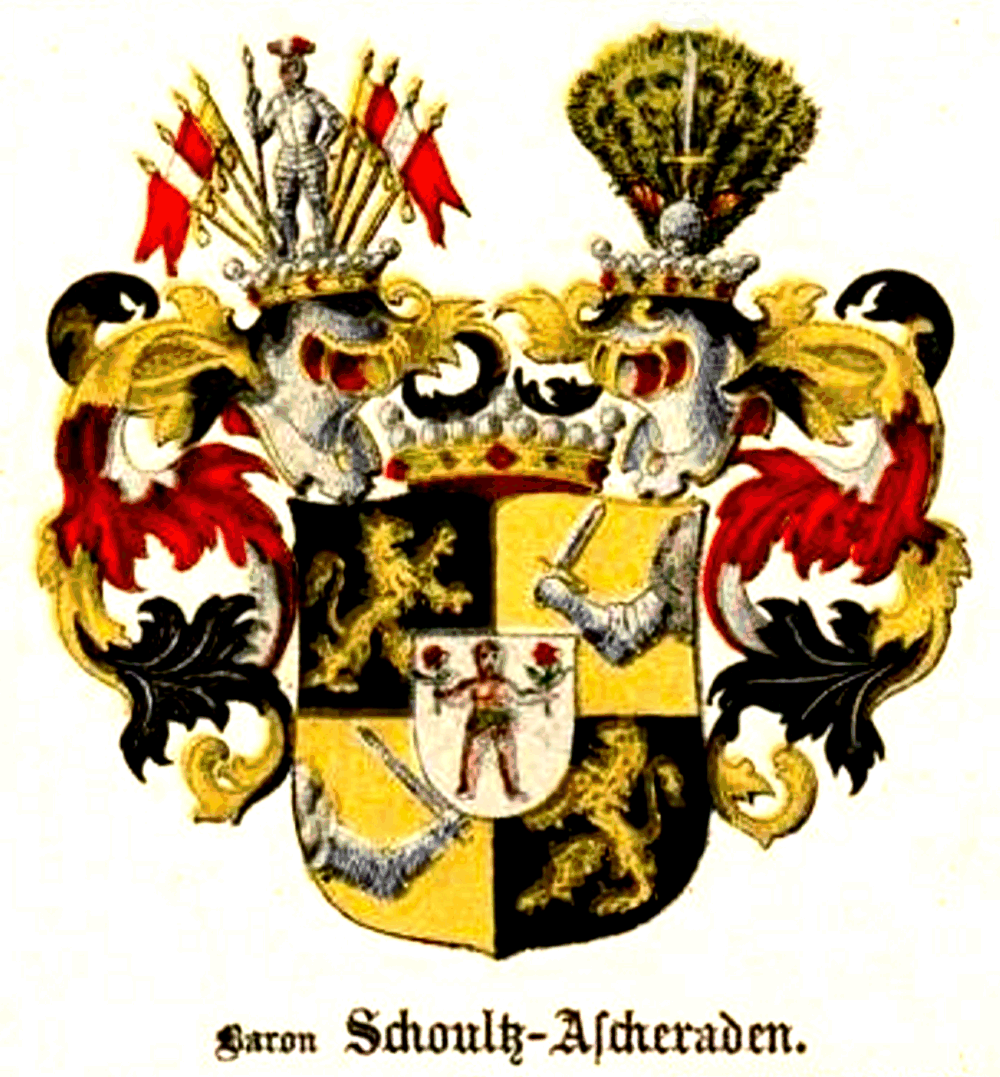
Familienwappen der Freiherren Schoultz von Ascheraden

August Ludwig Schoultz von Ascheraden (* 23. Oktober 1793 auf Zarnekow, Schwedisch-Pommern; † 27. Februar 1859 in Nehringen), Herr auf Schmantkewitz, Zarnekow und Nehringen, war ein schwedisch-baltischer Freiherr, der in Diensten des preußischen Hofes stand. Er war Gesandter in Den Haag und Turin sowie Missionschef in Kopenhagen.

## Diplomatischer Dienst
Freiherr Schoultz von Ascheraden war 1829/30 Gesandter in Den Haag. Danach versah er 1830/31 seinen diplomatischen Dienst als Gesandter in Turin. Am 3. November 1833 wurde er als Gesandter in Kopenhagen akkreditiert und von 1842 bis 1847 war er preußischer Missionschef im Königreich Dänemark in Kopenhagen.

## Familie und Besitzungen
August Ludwig stammte aus dem pommerschen Adelszweig des schwedisch-baltischen Adelsgeschlechts Schoultz von Aschenraden. Sein Vater war der schwedische Stabsleutnant und Kammerherr Philipp Carl Ludwig Schoultz von Ascheraden (1756–1826), Herr auf Schmantewitz und Nehringen, verheiratet mit Carolina Louise Ulrike von Bohlen (1772–1849). Ludwig August war der einzige Sohn, er hatte vier Schwestern. Im Jahre 1836 heiratete er Wilhelmine Christine von Thun (1795–1861) die Tochter des schwedischen Regierungskanzlers in Stralsund, die Ehe blieb kinderlos. Bereits seit 1822 war er Ehrenritter im Johanniterorden.
Philipp Carl Ludwig Schoultz von Ascheraden hatte einst im Grimmer Kreis des Stralsunder Regierungsbezirks die Güter Nehringen, Bauersdorf (heute Keffenbrink), Dorow, Camper und Rodde, die er seinem Sohn Ludwig August vererbte, erworben. Das frühere Familiengut Zarnekow ging an die verwitwete Maltzan, die mit seinem Cousin Carl Reinhold Schoultz von Ascheraden (1792–1825) verheiratet war.